# Dysoxylum rugulosum
Dysoxylum rugulosum là một loài thực vật có hoa trong họ Meliaceae. Loài này được King mô tả khoa học đầu tiên năm 1895.